# 1630-е годы
1630-е (ты́сяча шестьсо́т тридца́тые) го́ды по григорианскому календарю — промежуток времени с 1 января 1630 года по 31 декабря 1639 года, включающий 1630 год 3-го десятилетия   и с 1631 по 1639 годы    4-го десятилетия XVII века 2-го тысячелетия.  Они закончились 386 лет назад.

## Важнейшие события
- Нидерландская революция (1568—1648)[1]. Тюльпаномания (1634—1637).
- Тридцатилетняя война (1618—1648).
  - Шведский период (1630—1635). Битва при Брейтенфельде (1631). Пражский мир (1635).
  - Франко-шведский период (1635—1648).
- Война за мантуанское наследство (1628—1631).
- Постепенное «закрытие» Японии: запрет ввоза в Японию европейской литературы и части китайской (1630), запрет на выезд из Японии (1636). Восстание в Симабаре (1637—1638).
- Смоленская война (1632—1634).
- Образование Калмыцкого (1633), Джунгарского (1635) и Хошутского (1642) ханств. Военная экспансия которых ознаменовала «период малого монгольского нашествия»[2].
- Северная Юань перешла под контроль маньчжуров после поражения Лигдэн-хана (1634). Империя Цин (1636—1912). Маньчжуро-корейская война (1636—1637).
- Войны Англии, Шотландии и Ирландии (1639—1651). Закон о «корабельных деньгах» (1634). Манифест «Национальный ковенант» в Шотландии (1638). Миграция пуритан в Америку (1620—1640).

## Культура
- Тирсо де Молина (1579—1648), богослов и писатель. «Севильский обольститель, или Каменный гость» (ок.1630; Дон Жуан).
- Веласкес, Диего (1599—1660), художник. «Сдача Бреды» (1634).
- Кальдерон де ла Барка, Педро (1600—1681), писатель. «Жизнь есть сон» (1635).
- Пуссен, Никола (1594—1665), художник. «Танкред и Эрминия».
- Французская академия (1635).
- Гарвардский университет (1636).
- Аллегри, Грегорио (1582—1652), композитор. «Miserere».

### Наука и техника
- Диалог о двух главнейших системах мира — птолемеевой и коперниковой (1632). Процесс Галилея в Риме (1633).
- Декарт, Рене (1596—1650). «Рассуждение о методе» (1637). «Геометрия» (1637; Аналитическая геометрия).
- Ферма, Пьер (1601—1665). «Великая теорема Ферма» (1637).

## Поселения
- Основание города Бостон.